# Wijken en buurten in Bussum
De voormalige Nederlandse gemeente Bussum is voor statistische doeleinden onderverdeeld in wijken en buurten. De gemeente is verdeeld in de volgende statistische wijken:
- Wijk 00 Centrum (CBS-wijkcode:038100)
- Wijk 01 Brediuskwartier (CBS-wijkcode:038101)
- Wijk 02 Eng (CBS-wijkcode:038102)
- Wijk 03 Spiegel (CBS-wijkcode:038103)

Een statistische wijk kan bestaan uit meerdere buurten. Onderstaande tabel geeft de buurtindeling met kentallen volgens het Centraal Bureau voor de Statistiek (2008):
| CBS-buurtcode | Buurtnaam             | Inwonertal | Opp. totaal (ha) | Opp. land (ha) | Ligging                |
| ------------- | --------------------- | ---------- | ---------------- | -------------- | ---------------------- |
| BU03810000    | Brink                 | 1180       | 22               | 22             | Locatie in de gemeente |
| BU03810001    | Raadhuisplein         | 1160       | 20               | 20             | Locatie in de gemeente |
| BU03810002    | Verbindingslaan       | 1210       | 13               | 13             | Locatie in de gemeente |
| BU03810003    | Batterijlaan          | 1080       | 12               | 12             | Locatie in de gemeente |
| BU03810004    | Cereslaan             | 1100       | 10               | 10             | Locatie in de gemeente |
| BU03810005    | Bijlstraat            | 1120       | 12               | 12             | Locatie in de gemeente |
| BU03810006    | Nijverheidswerf       | 890        | 11               | 11             | Locatie in de gemeente |
| BU03810007    | Laarderwegkwartier    | 1100       | 18               | 18             | Locatie in de gemeente |
| BU03810008    | Spiegelzicht          | 950        | 15               | 15             | Locatie in de gemeente |
| BU03810100    | Prins Hendrikkwartier | 710        | 14               | 14             | Locatie in de gemeente |
| BU03810101    | Hooftlaan             | 460        | 12               | 11             | Locatie in de gemeente |
| BU03810102    | Vondellaan            | 1130       | 19               | 19             | Locatie in de gemeente |
| BU03810103    | Bredius-West          | 570        | 20               | 20             | Locatie in de gemeente |
| BU03810104    | Bredius-Oost          | 910        | 38               | 37             | Locatie in de gemeente |
| BU03810200    | Sportpark-Zuid        | 0          | 16               | 16             | Locatie in de gemeente |
| BU03810201    | Dondersstraat         | 1280       | 16               | 16             | Locatie in de gemeente |
| BU03810202    | Godelindebuurt        | 850        | 9                | 9              | Locatie in de gemeente |
| BU03810203    | Waltherlaan           | 790        | 12               | 12             | Locatie in de gemeente |
| BU03810204    | Bloemenbuurt          | 1250       | 24               | 24             | Locatie in de gemeente |
| BU03810205    | Ooster Eng-Noord      | 1560       | 28               | 28             | Locatie in de gemeente |
| BU03810206    | Ooster Eng-Zuid       | 2080       | 46               | 46             | Locatie in de gemeente |
| BU03810207    | Midden Eng-Oost       | 1640       | 29               | 29             | Locatie in de gemeente |
| BU03810208    | Midden Eng-West       | 1580       | 18               | 18             | Locatie in de gemeente |
| BU03810209    | Wester Eng            | 1910       | 43               | 43             | Locatie in de gemeente |
| BU03810300    | Lomanplein            | 970        | 25               | 25             | Locatie in de gemeente |
| BU03810301    | Schimmellaan          | 300        | 12               | 12             | Locatie in de gemeente |
| BU03810302    | Boslaan               | 1340       | 46               | 46             | Locatie in de gemeente |
| BU03810303    | Koedijk               | 700        | 23               | 23             | Locatie in de gemeente |
| BU03810304    | Kom van Bieghel       | 1160       | 31               | 31             | Locatie in de gemeente |
| BU03810305    | Meijerkamp            | 590        | 23               | 23             | Locatie in de gemeente |
| BU03810306    | Franse Kamp           | 130        | 175              | 173            | Locatie in de gemeente |